# Segunda Usina
Segunda Usina é uma comuna da província de Córdoba, na Argentina.